# Pycnonotus hualon
Pycnonotus hualon е вид птица от семейство Pycnonotidae.

## Разпространение
Видът е разпространен в Лаос.